# Lịch sử trường đại học Jagiellonia
Trường đại học Jagiellonia là một trong những trường đại học lâu đời nhất ở Ba Lan. Thời kỳ Phục hưng là giai đoạn hoàng kim của trường, sau đó trường đã trải qua một thời kỳ khó khăn và suýt nữa phải đóng cửa sau thời kỳ Ba Lan bị chia cắt. Đến hiện tại, đại học Jagiellonia vẫn duy trì được vị thế của mình trong số các trường đại học của Ba Lan và có quan hệ hợp tác với nhiều trường đại học trên khắp thế giới.

## Thành lập trường

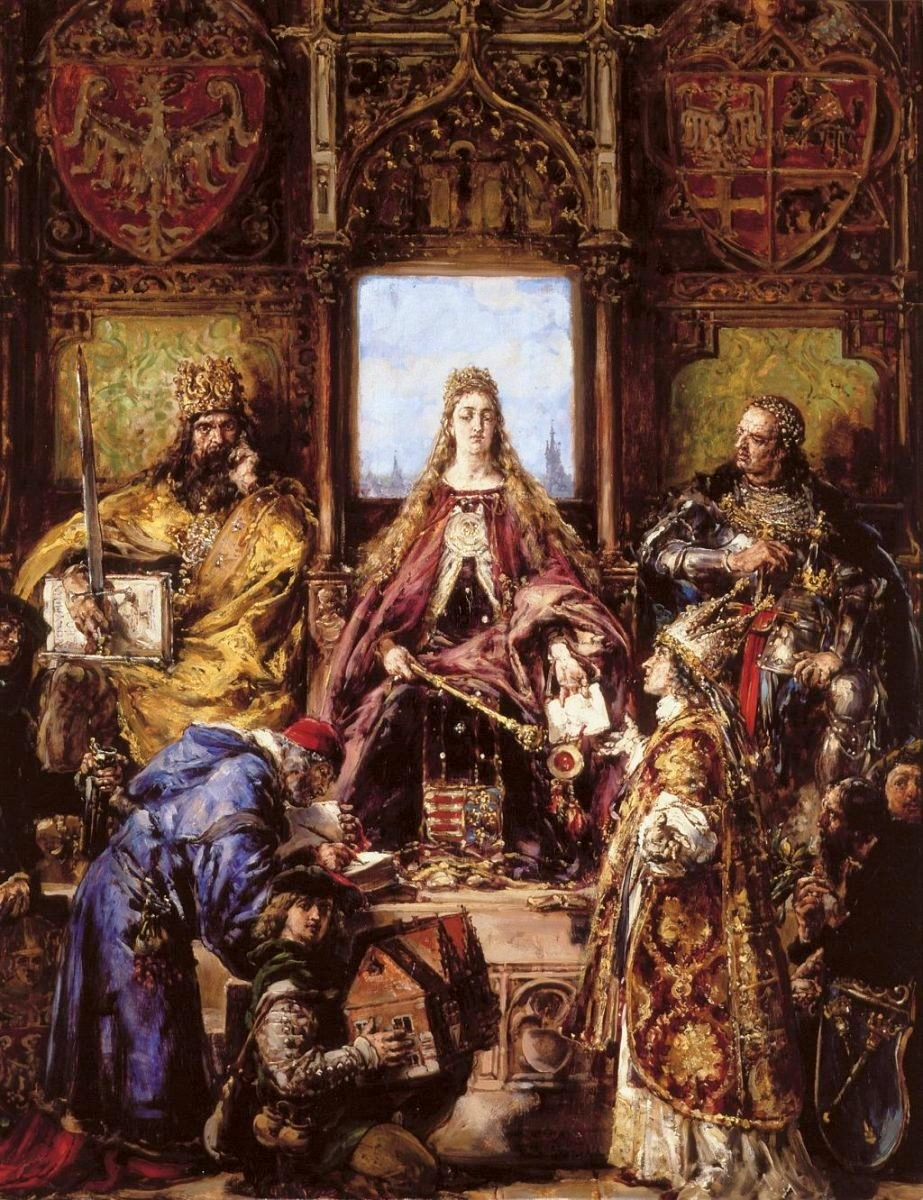
Trường được thành lập vào năm 1364, do Jan Matejko (1838–1893) vẽ.

Vào giữa thế kỷ 14, Vua Casimir III Đại đế nhận ra rằng quốc gia cần một lớp người có học, đặc biệt là luật sư, những người có thể sắp xếp một bộ luật tốt hơn cho đất nước và quản lý các tòa án và văn phòng. Những nỗ lực của ông trong việc thành lập một cơ sở giáo dục đại học ở Ba Lan đã được đền đáp khi Giáo hoàng Urban V cho phép ông thành lập một trường đại học ở Kraków. Một điều lệ thành lập của hoàng gia được ban hành vào ngày 12 tháng 5 năm 1364, và một văn bản đồng thời được ban hành bởi Hội đồng thành phố cấp các đặc quyền cho Studium Generale.
Đại học Kraków bị đình trệ sau cái chết của người sáng lập (Vua Casimir). Các bài giảng được tổ chức ở nhiều nơi khác nhau trong thành phố, bao gồm trong nhà của các giáo sư, nhà thờ và trường học trên Đồi Wawel. Người ta tin rằng, việc xây dựng một tòa nhà cho Studium Generale đã bắt đầu trên Plac Wolnica thuộc quận Kazimierz ngày nay.